# 청도군의 지질

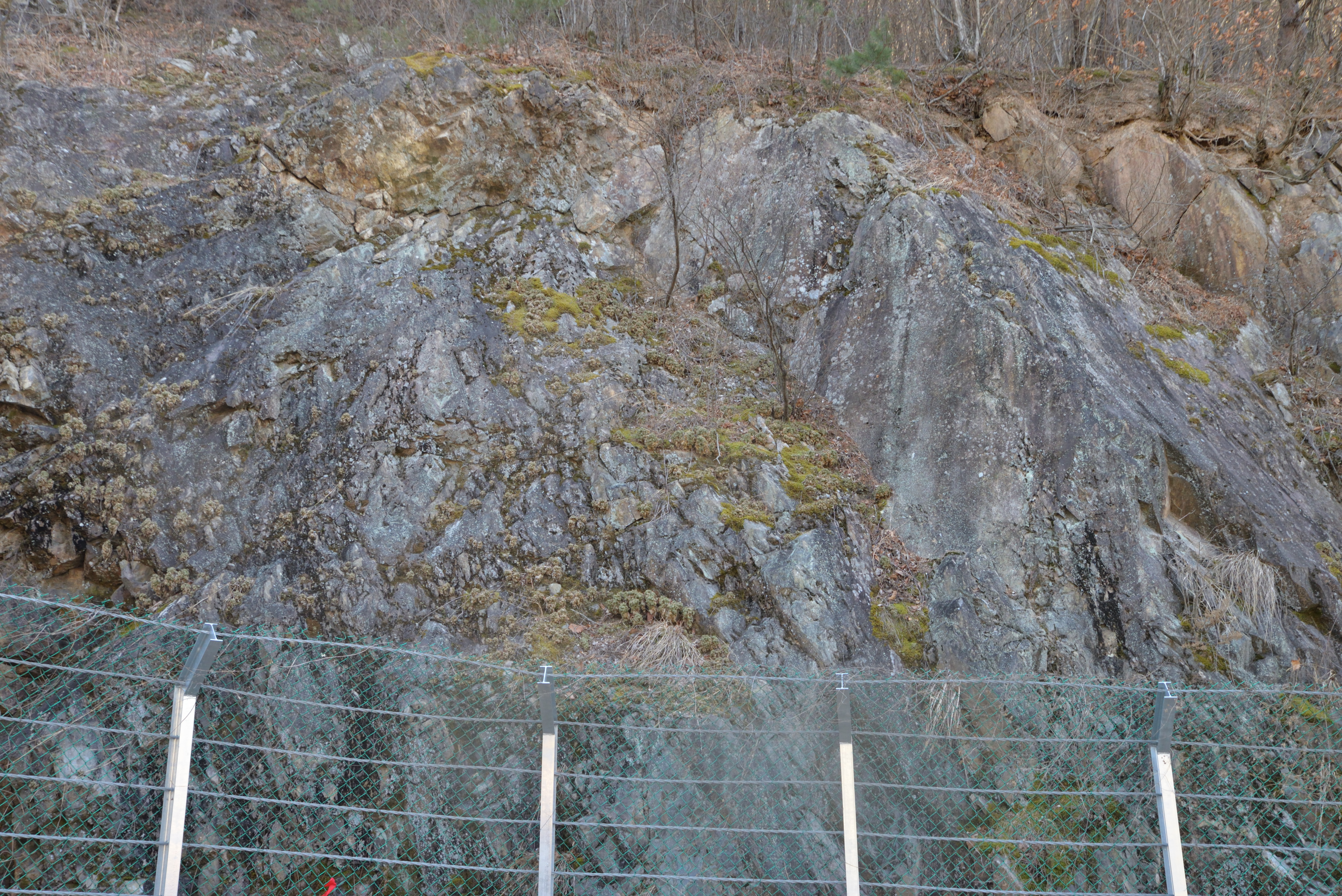
유천층군 운문사산성화산암류 유문석영안산암, 청도군 운문면 방음리 국지도 제69호선 도로변

본 문서에서는 경상북도 청도군의 지질에 대해 설명한다. 

## 개요
경상북도 청도군은 경상 분지 유천소분지에 위치하며 대부분 지역이 중생대 백악기 경상 누층군의 화산암인 유천층군으로 구성되고 백악기의 불국사 화강암과 하양층군 자인층이 소규모 분포한다. 
1:5만 지질도폭 상으로
- 경산 지질도폭(1971)의 남부 (각북면, 이서면 북부, 화양읍 북부)[2]
- 자인 지질도폭(1973)의 남부 (청도읍 북부, 매전면 북부, 금천면 중·북부, 운문면 중·북부 및 신원리 북서부)[3]
- 모량 지질도폭(1971)의 남서부 (운문면 신원리 북동부)
- 청도 지질도폭(1964)의 북부 (풍각면, 이서면 남부, 각남면, 화양읍 남부, 청도읍 남서부)[4]
- 유천 지질도폭(1987)의 북부 (청도읍 남동부, 매전면 남부,  금천면 남부, 운문면 신원리 남서부)[5]
- 언양 지질도폭(1972)의 북서부 (운문면 신원리 남동부)[6]

에 해당한다. 

## 경상 누층군하양층군자인층
자인층(慈仁層, Jain Formation)은 경상 누층군 하양층군의 상부 지층으로, 경산시 자인면에서 이름이 유래되었으며 건천리층과 대구층의 최상부의 일부를 포함한 것이다. 청도군 내에서는 금천면 갈지리~사전리 및 운문면 지촌리~공암리, 마일리 일부 지역에 분포한다. 마일리의 자인층은 주산안산암질암 내에 포획되어 있다. 자인층은 흑색/암회색 셰일과 실트스톤이 가장 우세하고 사질셰일, 세립사암, 점판암질셰일 등이 교호하는 곳도 있다. 간혹 녹색 내지 자색의 셰일이 협재하는 경우도 있으며 드물게 중립 역질사암, 아코스사암, 응회질사암이 나타나는데 이 사암의 일부는 분급이 불량하고 층리가 불량하다. 

## 경상 누층군유천층군
유천층군(Yucheon group)은 경상 누층군의 최상부 지층으로, 하부의 하양층군과 광역적인 경사 부정합 관계이며 주로 경상남도 동부 및 남해안 지역에 분포한다. 경상북도 청도군의 유천 마을에서 이름이 유래된 유천층군은 주로 화성 쇄설물과 화산암으로 구성되며 그 두께는 2,000 m에 달한다.

### 자양산층
자양산층(Jayangsan formation, 紫陽山層)은 청도군 이서면 신촌리의 자양산(308.1 m)을 표식지로 하여 청도군 이서면 흥선리, 팔조리, 대곡리, 화양읍 유등리, 청도읍 덕암리 일부 지역에 분포하는 퇴적암 및 화산암 지층이다. 경산 지질도폭(1971)에 의하면 자양산층의 퇴적암류는 역암, 사암, 응회질셰일 등으로 구성되고 다량의 화산 물질들을 포함한다. 역암과 사암은 갈색을, 셰일은 자색(赭色)과 회백색을 띤다. 자양산층의 주요 구성 암석인 화산암류는 안산암질 집괴암, 치밀안산암 등으로 구성된다. 자양산층은 하양층군에 속하는 자인층과 완전 분리되어 분포하나 경산 지질도폭에서는 (1) 자양산층의 퇴적암류는 극히 조립질로서 퇴적 환경의 변화를 지시하며 (2) 경상 누층군 중에서 가장 심한 화산 작용을 수반하고 있다는 이유로 양자의 관계를 부정합으로 간주하였다. 자인 지질도폭(1973)에서는 주산안산암질암의 일부인 응회질 안산암으로 기재하였다. 청도읍 덕암리~팔치산~운산리 지역에 분포하며 암회색, 녹회색, 녹갈색을 띠는 응회질암으로 흔히 안산암질암과 혼재된다.

### 주산안산암질암

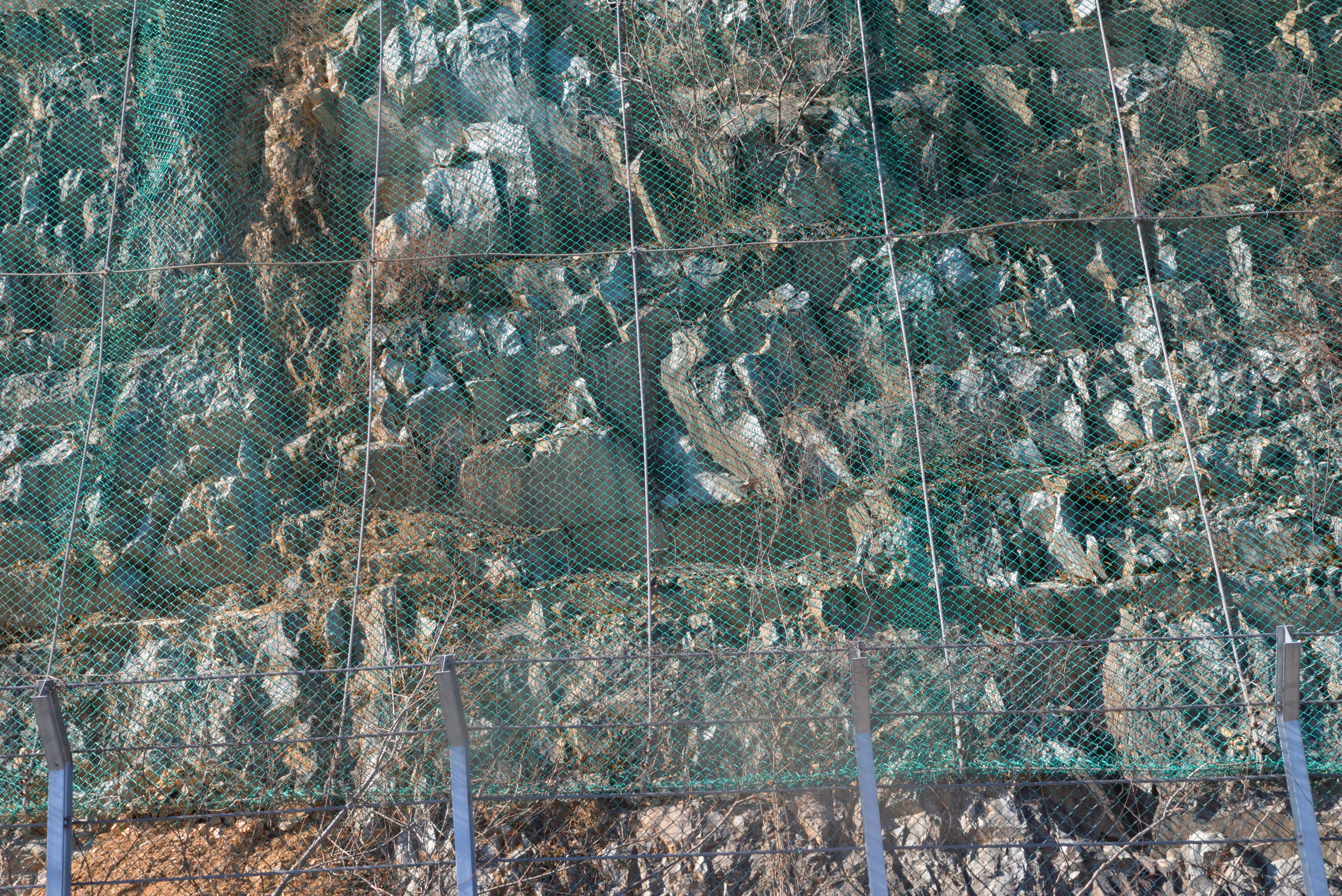
청도군 풍각면 금곡리, 비티재 정상 부근 국도 제20호선 도로변의 주산안산암질암

주산안산암질암(主山安山巖質巖, Yucheon group Jusan andesite rock) 또는 주사산안산암질암(硃砂山安山巖質巖, Yucheon group Jusasan andesite rock)은 청도군, 경주시 산내면, 밀양시, 부산광역시, 김해시, 창원시 일대에 광범위하게 분포하는 안산암질 화산암류이다. 명칭은 1927년 경주 지질도폭을 작성한 타테이와 이와오가 경주시 건천읍 소재 주사산(565.8 m)을 표식지로 하여 주사산 분암층이라 명명하였다가 1963년 마산 지질도폭 조사 당시 이에 대비되는 화산암을 마산 지질도폭 지역에 소재한 주산(主山)을 표식지로 하여 주산안산암질암이라 명명한 데서 유래한다. 
청도 지질도폭(1964)에 의하면 안산암, 조면암질안산암, 휘석안산암으로 구성되며 대체로 관입보다는 분출(extrusive)의 양상을 보인 곳이 더 많다. 주산안산암질암은 경상 누층군 진동층 상부를 덮었으며 두께는 분출한 것으로 따지자면 600 m 이상에 달한다. 화악산(932.1 m), 철마산(633.9 m), 열왕산(663.3 m) 일대는 분출에 의한 것이며 분출 시에 형성된 층(layer)이 발달하여 멀리서 보면 퇴적암처럼 보인다. 화악산 능선부에 흑운모 화강암체와 접하는 부분의 주산안산암질암 중 자철석이 광염(鑛染)되어 있으며 때로 황철석의 결정을 볼 수 있는 바 이는 화강암의 관입에 의한 것이다. 청도 지질도폭의 주산안산암질암은 풍각면 화산리, 수복산(592 m)~금곡리, 봉기리, 현리리, 월봉리, 덕양리 남동부, 흑석리, 각북면 우산리, 삼평리, 명대리, 이서면 대전리, 홍두깨산(606 m)~칠엽리~태봉산(400 m), 수야리, 문수리 북서부, 신촌리 북서부~봉화산(473 m)~팔조령, 대곡리, 화양읍 송금리, 다로리, 삼신리 등지에 분포한다. 자인 지질도폭(1973)에서는 주산안산암질암을 안산암질암, 각력질 안산암, 반상 안산암, 응회질 안산암 4개 암상으로 구분하였는데 이중 응회질 안산암은 경산 지질도폭(1971)의 자양산층에 해당한다.

#### 안산암질암
안산암질암은 주산안산암질암 분포지역 대부분을 차지하며 지형적으로 험준한 산지를 형성한다. 매전면~운문호 지역에서는 언양 화강암의 관입을 받아 접촉변질대를 형성하며 경상 누층군 자인층을 포획하고 있다. 금천면~운문면 남동부에서는 운문사산성화산암류(운문사유문암질암류)가 주산안산암질암의 일부를 포획하여 규장암이 관입해 있다. 운문면 북부 발백산(674 m) 지역에서는 암녹색, 연~암회색 등 다양한 색을 보이는 치밀안산암이 분포하며 자인층을 포획하고 특히 셰일, 사암, 각력암 등이 포획되어 심하게 규화되어 있다. 매전면의 선의산(757 m)~천주산(516 m)~통내산(677 m) 지역에서는 녹회색, 암녹색 치밀안산암 위주이며 통내산 일대에는 응회질 각력안산암, 응회질 역암이 분포한다.
자인 지질도폭의 안산암질암은 청도읍 내리 북동부~용각산(696 m)~매전면 두곡리 서부, 관하리~천주산(516 m)~상평리, 하평리~동내산(677 m), 용산리, 금곡리~학일산(695 m), 금천면 대왕산(615 m)~김전리, 소천리, 동곡리, 운문면 발백산(674 m)~봉하리, 마일리, 지촌리~장륙산(686 m) 등지에 분포한다. 

#### 각력질 안산암
각력질 안산암은 경산시 용성면 부일리~청도군 운문면 지촌리 산악지대, 운문면 오진리, 매전면 두곡리~덕산리 3개 지역에 분포한다. 오진리의 각력질 안산암은 연회색, 녹회색이 우세하며 각력은 대부분 분출 각력상의 안산암질인 것과 응회질인 것이나 처트, 규암 등의 퇴적암이 약간 함유된다. 각력질 안산암의 분포지는 지형적으로 돌출되어 있기도 한다.

#### 반상 안산암
반상 안산암은 운문면 서지리와 운문면 지촌리~용하리 용귀마을에 분포한다. 서지리의 안산암은 연회색 내지 암녹회색, 암회색을 띠며 장석의 반정을 가진다. 용귀 지역의 안산암은 조면암질 구조를 잘 나타내며 녹색의 반상 안산암이 우세하다.

#### 비현정질안산암
유천 지질도폭의 비현정질안산암(非顯晶質安山巖)은 청도읍 남부~매전면 송원리~용당산(695 m) 지역에 분포하며 청도읍 남부 초현리~유호리 지역에서는 집괴암(agglomerate, 集塊岩)을 포함한다. 휘석, 사장석, 각섬석, 녹니석, 정장석, 석영 등으로 구성된다.

#### 정각산층
주사산안산암질암류 정각산층(Jusasan andesitic rocks cheŏnggaksan formation, 正覺山層)은 밀양시의 정각산(860.1 m)에서 이름이 유래되었으며 청도군 내에서 매전면 남양리~금천면 오봉리~박곡리 지역에 분포한다. 정각산층 하부는 녹색 내지 녹회색의 응회질사암 및 셰일로 구성되며 최하부는 밀양안산암의 직상부 기저 역암에 해당하는 응회질역암이 놓인다.

### 운문사유문암질암류

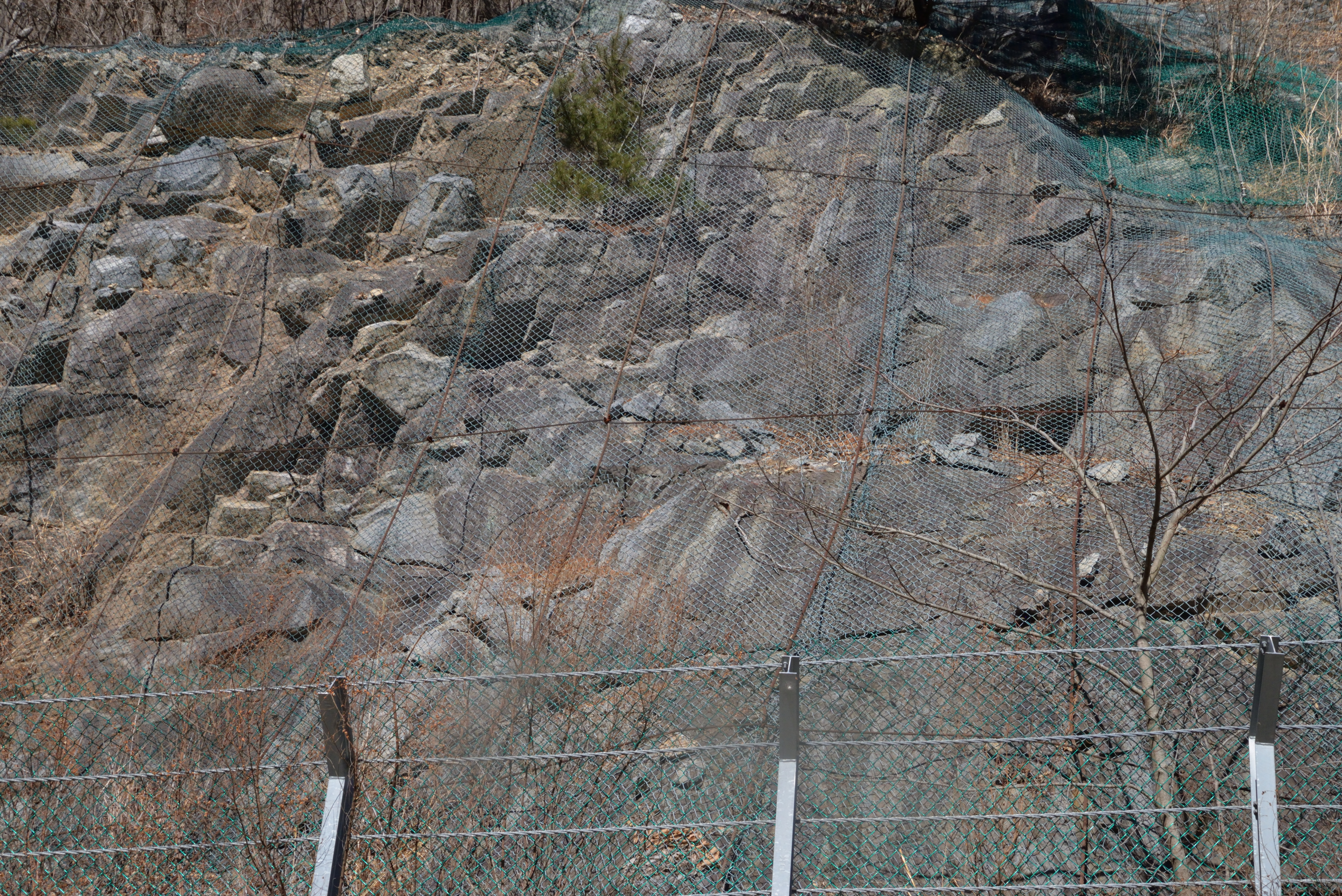
유천층군 석영안산반암, 청도군 운문면 신원리 국지도 제69호선 도로변

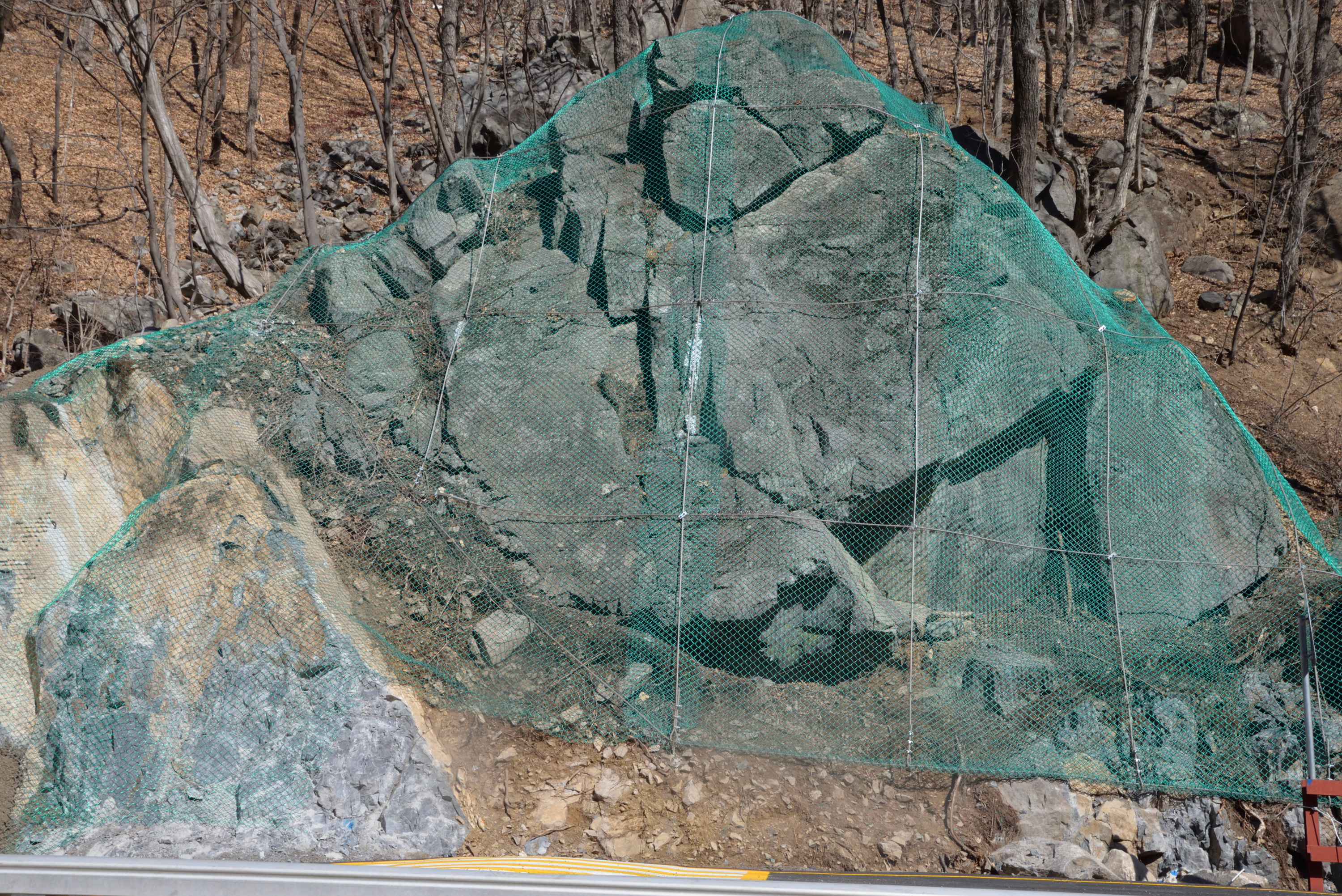
유천층군 석영안산반암, 청도군 운문면 신원리 국지도 제69호선 도로변

유천층군 운문사유문암질암류(Yucheon group Unmunsa rhyolitic rocks, 雲門寺流紋巖質巖類) 또는 운문사산성화산암류는 운문산을 중심으로 청도군과 밀양시 동부 지역에 분포하는 유문암질암류이다. 청도군 내에서는 운문면 남동부~운문산~금천면 남동부~매전면 남동부~구만산(784 m) 지역에 분포하며 석영안산암과 유문석영안산암, 유문암으로 구분된다.

#### 석영안산암 (석영안산반암)
석영안산암은 운문면 신원리 일대에 분포한다. 자인 지질도폭(1973)에 의하면 유문석영안산암과 동일 기원의 마그마에서 형성되었으나 주산안산암질암을 관입하였고 일부 소규모 암체가 유문석영안산암 내에 분포하여 서로 점이적인 관계를 보인다. 석영안산암이 분포하는 지역은 산지의 경사가 급하다. 언양 지질도폭(1972)에 의하면 안산암질 암석이고 조립의 석영과 장석을 반정으로 다량 함유한다. 주산안산암질암을 관입하여 그 접촉대를 따라 열변질을 주었다. 유천 지질도폭(1987)에 의하면 운문산 북동 계곡 하상에 소속 미상의 산성 화산암류의 암석 조각들이 포획체로 포함되어 있는데 이는 운문사유문암질암류 이전에도 산성 화산활동이 존재했음을 지시한다.

#### 유문석영안산암
자인 지질도폭의 유문석영안산암은 운문면 방음리~신원리 서부에 분포하며 연갈색, 자회색, 녹회색을 띠고 부분적으로 각력질인 곳이 있고 조면암질 구조를 보이기도 한다.

#### 유문암
유천 지질도폭의 유문암은 회색의 유문암으로 육화산(674 m)~구만산(784 m)~억산(962 m)~운문면 신원리 남서부에 분포하며 운문산 북부에서 석영안산암을 관입하였고 육화산 북부 매전면 장연리 지역에서 유문암질 용결 응회암의 포획체를 가진다.

#### 유문암질 용결 응회암
유문암질 용결 응회암은 매전면 장연리와 남양리 남부에 소규모 분포하며 유문암에 의해 관입당했다.

### 불국사 화강암
불국사 화강암은 중생대 백악기 말에 경상 누층군을 관입한 화강암으로 각북면과 청도읍 남서부 그리고 매전면~운문호 지역에 북동-남서 방향으로 분포한다.

#### 언양 화강암
언양 화강암 또는 흑운모 화강암은 청도읍 상리~평양리 및 청도읍 사촌리~매전면 금곡리, 운문면 대천리 저지대에 분포하는 화강암이다. 청도읍 상리~평양리의 화강암은 주산안산암질암을 관입하며 그 접촉부에 자철석이 광염(鑛染)되어 있다. 청도읍 사촌리~매전면의 화강암은 유천 지질도폭에서 유천 화강암으로 명명되어 있으나 밀양시~울주군의 언양 화강암과 거의 동일 시기의 암석이며 하나의 저반(底盤)형 암체이다. 절대연령은 75.5 Ma (백악기 후기 상파뉴절)이다. 자인 지질도폭에서는 언양화강암 흑운모-각섬석화강암으로 명명하였으며 주산안산암질암을 관입하여 접촉변성시켰고 정장석, 미사장석, 사장석, 석영으로 구성되며 흑운모, 각섬석, 저어콘이 수반된다.

#### 규장암
규장암은 청도읍 원정리 북서부, 금천면 박곡리 북서부~임당리, 방지리 지역에 소규모 분포하며 언양 화강암의 분화물이다. 연갈색, 회갈색, 연회색을 띠고 절리면에 따라 염화 망가니즈가 침전되어 있거나 미세한 황철석이 포함된 것도 있다.

#### 암맥
주산안산암질암 중에는 산성 및 중성암맥이 다수 관입해 있다. 암맥은 북동 내지 북서 주향이며 산성암맥은 석영반암, 규장반암, 규장암, 중성암맥은 안산반암, 휘록반암, 황반암, 섬록반암 등으로 구성된다.

## 단층

### 자인 단층
자인 단층은 운문호 지역에서 언양 화강암의 분포 형태에 의해 추정된 단층으로 야외에서 확인되지 않았다. 경산시 자인면과는 관련 없다. 추정 단층선은 운문면 공암리에서 운문호를 지나 운문면 대천리까지 북동-남서 방향으로 이어진다.

### 밀양 단층
밀양 단층(密陽 斷層, Miryang Fault)은 양산 단층대의 일부로 경주시 건천읍 송선리에서 청도군 운문면 신원리를 지나 밀양시 삼랑진읍으로 이어지는 북북동-남남서 주향의 단층이다. 유천 지질도폭(1988)에서는 운문산(1195.1 m) 북북동쪽에서 밀양시 산내면 남명리를 거쳐 단장면 범도리 부근을 통과하는 선상구조(lineament)가 발달한 계곡으로 확인되었다. 범도리 부근에서 단층선의 서쪽 지역은 전단 운동에 수반된 것으로 보이는 습곡 구조가 있으며 범도리 일대의 단층대는 소규모의 취성 전단대만을 지니고 있다.

### 기타
매전면 남양리 골마 마을에서 장연리 호화교 부근까지는 지형적으로 북동 45° 방향의 선상구조(lineament)가 뚜렷하게 나타난다. 단층 구조는 관찰되지 않았지만 지형적 특성과 암석 분포로 보아 북서부가 하강하고 남동부가 상승한 것으로 추정된다. 매전면 내리에서 장연리까지는 지형적으로 북동 20° 방향의 선상구조(lineament)가 나타난다. 안내동 마을 부근에서는 이동 방향이 불분명하지만 주향 북동 41°, 경사 남동 83° 방향의 파쇄면들이 좁은 간격으로 밀집되어 있어 상대적으로 북서부가 하강하고 남동부가 상승한 것으로 추정된다. 청도읍 사촌리~밀양시 상동면 매화리 지역의 동창천은 북동 42° 방향의 선상구조(lineament)를 보이며 부근의 노두에서 파쇄면이 관찰되지만 일관성이 없다. 청도읍 원정리 지역은 저지대가 북동 44° 방향의 선상구조(lineament)를 보이며 이는 경산시의 고은 단층의 일부일 가능성이 있다.

## 광산과 지하자원

### 남룡광산
남룡광산(南龍鑛山)은 청도군 운문면 마일리에 위치한 구리-아연 광산이다. 모암은 암회색 내지 유백색을 띠는 주산안산암질암 안산암질암으로 광화작용을 받아 변질되고 표면에 곳산(en:Gossan)을 형성하고 있다. 상부 갱도의 광화대는 주향 북서 30°, 경사 남서 40° 방향으로 황동석, 섬아연석, 방연석, 황철석, 유비철석(硫砒鐵石) 등이 광염되어 부분적으로 렌즈상의 부광대를 형성한다. 이를 채굴하기 위해 북동 40, 50° 두 방향의 갱도가 개설되어 있다.

### 매전 납석광산
청도군 매전면의 납석광산은 주산안산암질암 응회질 안산암을 모암으로 하여 열수 교대 작용에 의해 변질된 것으로 엽랍석(葉蠟石)을 주 성분으로 하여 명반석, 황철석 등이 수반된다. 광산으로 개발된 매전 납석광산은 매전면 남양리 남쪽 고도 380 m 사면으로 일대의 지질은 중성 응회암, 유문암질 용결응회암, 석영반암 등으로 구성된다. 납석은 백색 내지 담회색을 띠는 미립질로서 내화 벽돌로 사용된다. 유천 지적 31호 광산은 매전면 박곡리 동쪽 계곡 고도 260 m 사면에 소재하며 지질은 주산안산암질암 정각산층의 결정질 응회암으로 구성되며 대부분 열수 변질을 받은 부분이다. 납석화대(蠟石化帶)는 주향 북동 12°, 경사 31° 방향으로 발달하며 부근에서 규화대(珪化帶)와 유화대를 수반한다.

### 천일광산
천일광산은 청도읍 사촌리 승학골에 위치한 금·은 광산으로 일대의 지질은 주산안산암질암의 안산암과 이를 관입한 흑운모 화강암으로 구성된다. 광상은 흑운모 화강암의 파열면을 충전한 망상(網狀)의 맥상 광체로 전기석(電氣石)과 석영이 산출된다.

## 같이 보기
- 한국의 지질
- 경상 분지
- 청도군